# Myrmeleon formicarius
Myrmeleon formicarius là một loài côn trùng trong họ Myrmeleontidae thuộc bộ Neuroptera. Loài này được Linnaeus miêu tả năm 1767.

## Hình ảnh

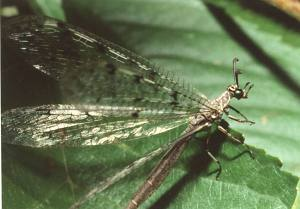
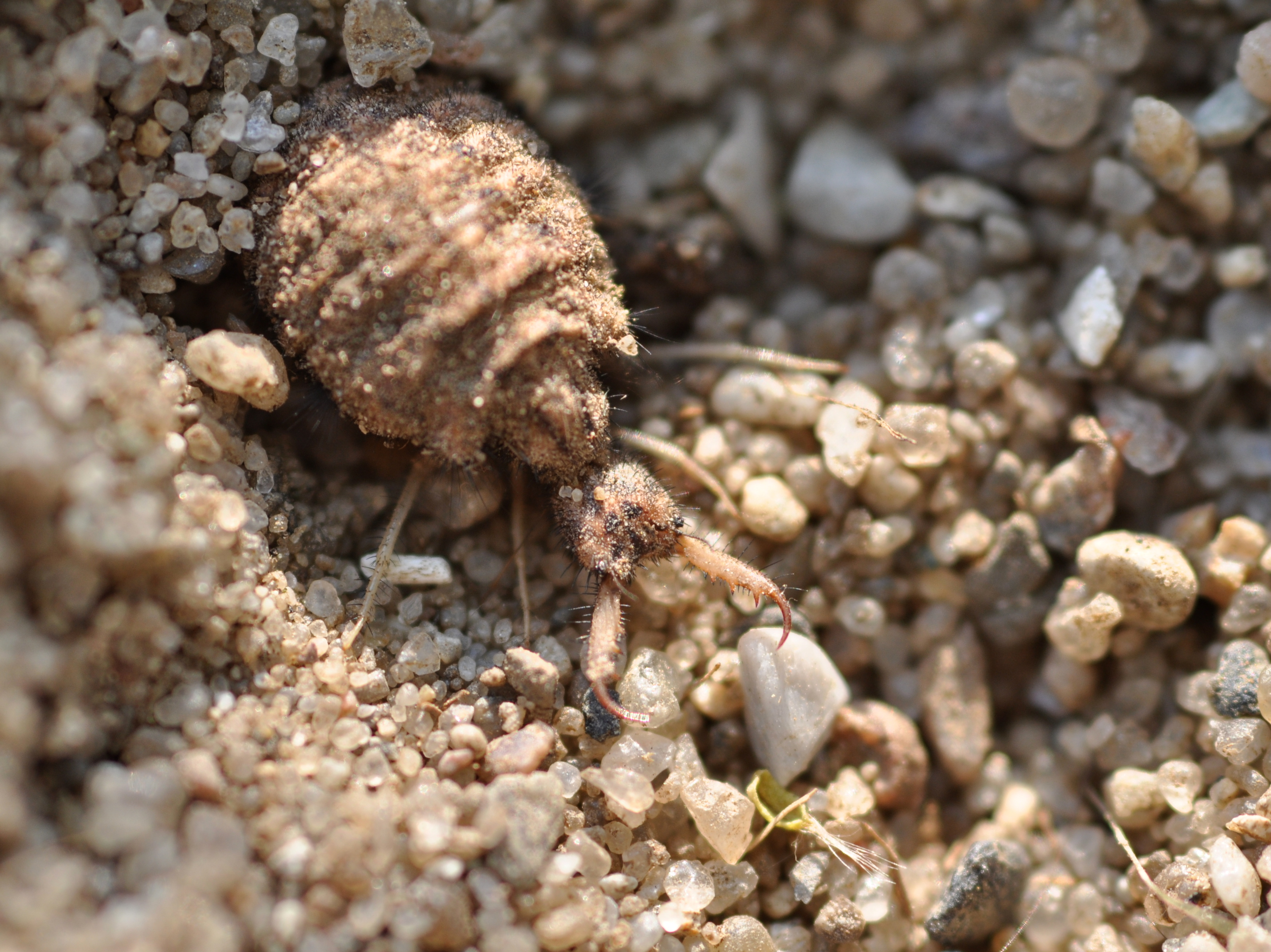
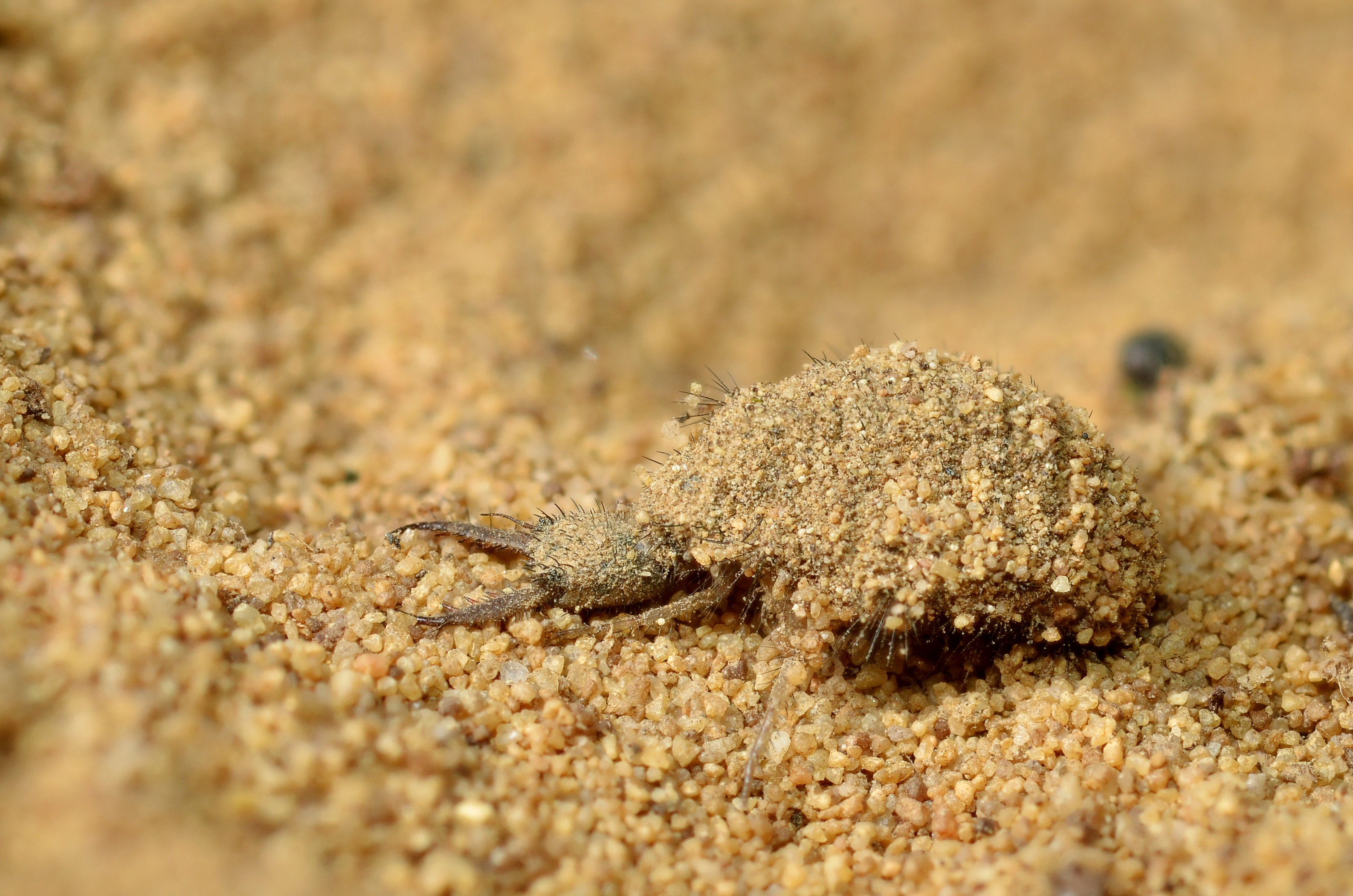
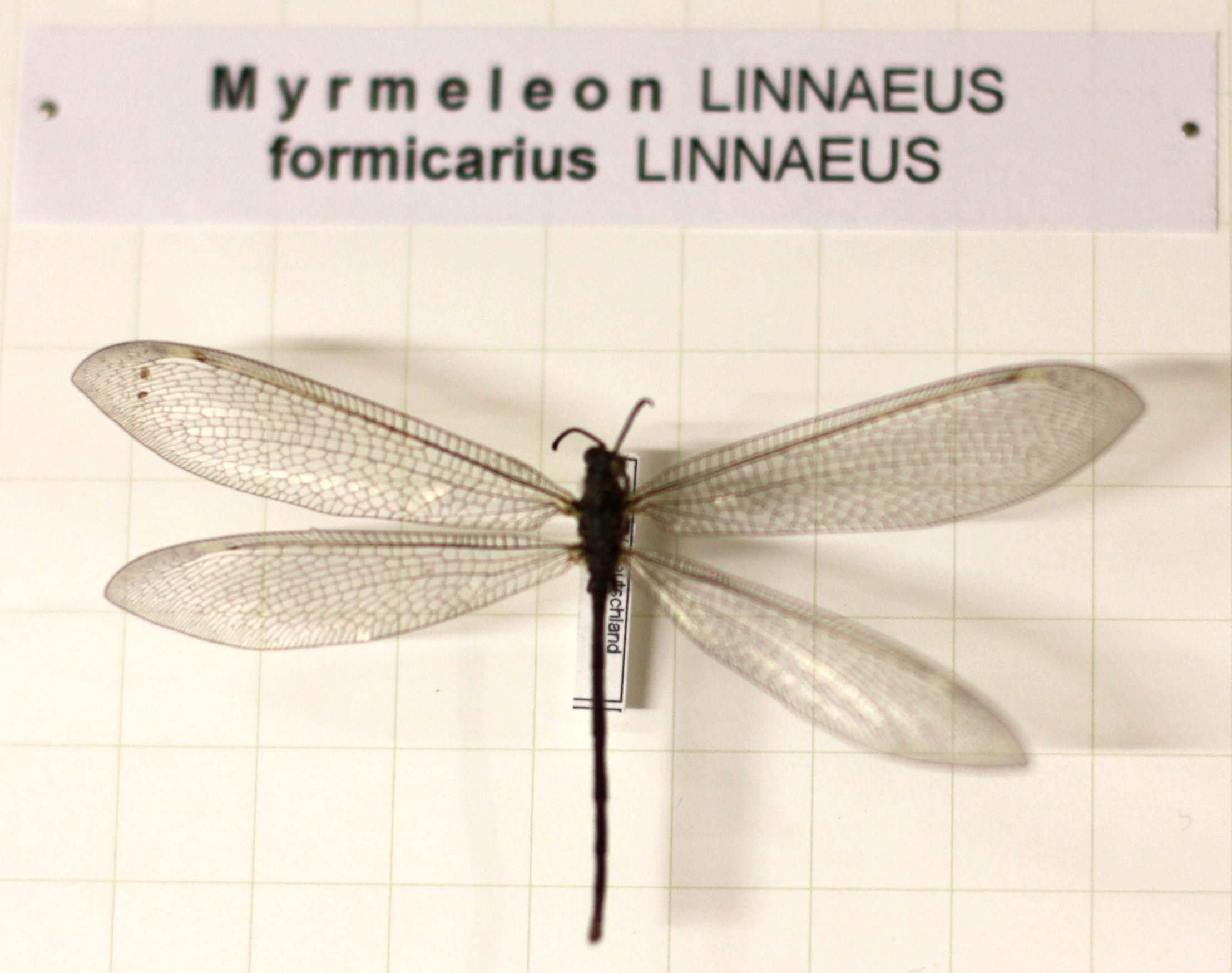